# Peter Taylor (fotbollsspelare född 1953)
Peter John Taylor, född 3 januari 1953, är en engelsk fotbollstränare och före detta professionell fotbollsspelare.
Taylor spelade som yttermittfältare för bland annat Southend United, Crystal Palace, Tottenham Hotspur, Leyton Orient, Oldham Athletic och Exeter City.
Efter den aktiva spelarkarriären har han varit tränare för bland annat Southend United, Gillingham, Leicester City, Brighton & Hove Albion, Hull City, Crystal Palace, Stevenage, Wycombe Wanderers och Bradford City. Taylor har också varit förbundskapten för det engelska herrlandslaget och det bahrainska herrlandslaget. Han ledde även England U21 två omgångar.